# Сакэ касу

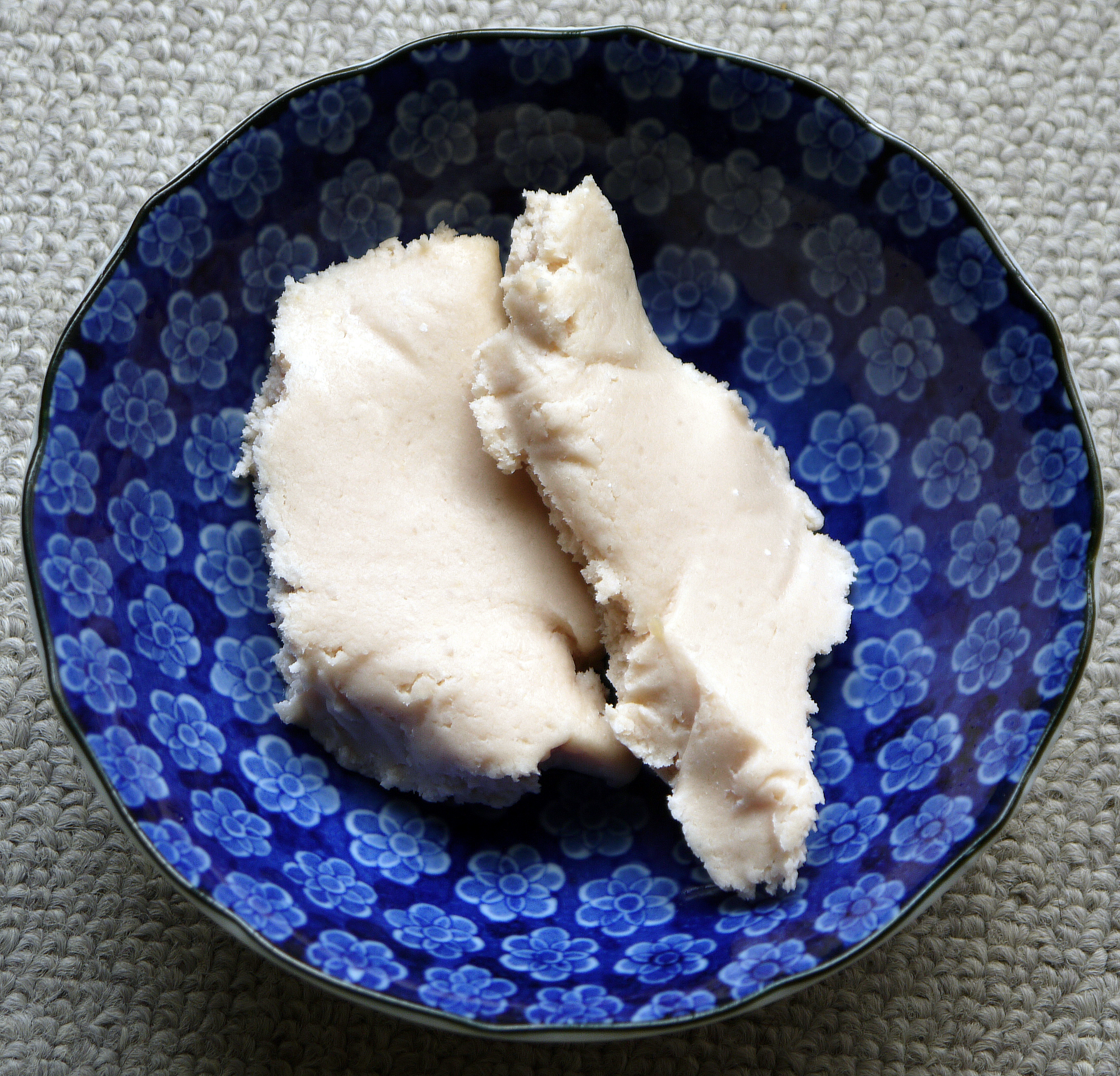
Паста сакэ касу на тарелке.

Сакэ касу (яп. 酒粕) или осадок саке — это белый пастообразный ингредиент, применяющийся при готовке в японской кухне. Сакэ касу обладает фруктовым вкусом, напоминающим японское саке. Паста является остатком от производства саке и содержит примерно 8% алкоголя, обладает питательными свойствами и может положительно влиять на здоровье. Сакэ касу используется в качестве основы маринада в различных японских блюдах, состоящих из рыбы, овощей и мяса для усиления вкуса умами. Кроме того, продукт используется при выпуске косметики и товаров по уходу за кожей. Сакэ касу считается частью японской культуры безотходного потребления, поскольку побочные продукты от производства саке используются в различных целях. При производстве мирина тоже может оставаться осадок, называемый мирин касу, который как и сакэ касу используется в качестве ингредиента здорового питания.

## Производство
Сакэ касу создаётся во время процесса брожения саке. Когда в пропаренный рис добавляют грибок кодзи, то он выпускает фермент амилазу, из-за которого рисовый крахмал расщепляется и образуются сахара. После этого в смесь добавляются дрожжи и сахар преобразуется в алкоголь и масса становится японским саке. На производство сакэ касу оказывает влияние погода, при которой выращивался рис: при высокой температуре, крахмал внутри рисового зерна обладает менее растворимой структурой, из-за чего увеличивается объём сакэ касу и ухудшается вкус самого саке, тогда как при более холодной погоде, зёрна риса вырастают более мелкими, их растворимость выше и из-за этого получается меньше сакэ касу, а вкус саке становится сильнее.

## Пищевая ценность и влияние на здоровье
Сакэ касу является высокопитательным побочным продуктом производства саке и содержит белок, углеводы, жир, витамины (в том числе, некоторые витамины группы B), клетчатку, пептиды и аминокислоты.
В научных исследованиях, было показано, что сакэ касу обладает потенциалом для снижения риска неалкогольной жировой болезни печени (НАЖБП) и что экстракт может использоваться в качестве лекарства. Согласно научной телепрограмме «Tameshite Gatten», выходившей на телеканале NHK в Японии, клетчатка и неперевариваемые белки, содержащиеся в сакэ касу могут снижать уровень холестерина липопротеинов низкой плотности, а также аминокислот.
При сушке сакэ касу, в зависимости от выбранного способа, пищевая ценность продукта меняется: при сушке под температурой в сакэ касу остаётся больше аминокислот, тогда как при холодной сушке масса содержит больше S-Аденозилметионина. Температурная сушка вызывает деградацию микробных метаболитов, из-за чего в продукте может содержаться большее количество веществ, связанных с нуклеиновой кислотой.
В исследованиях было показано, что когда сакэ касу скармливали пожилым мышам, то у них обнаруживались высокие уровни аминокислот с разветвлёнными боковыми цепями в различных частях тела, включая плазму, мозг и мышцы. По итогам эксперимента считается, что употребление сакэ касу может помочь в старости с поддержанием работы мозга и двигательных функций.
Ферментированный сакэ касу производится путём добавления молочнокислых бактерий во время процесса брожения. Потребление ферментированного сакэ касу может снижать аллергические реакции типа I, а также симптомы аллергического ринита. Кроме того, считается, что ферментированный сакэ касу является полезным против носовой аллергии из-за потенциального воздействия на симптомы воспаления и отёков.

## Продукты, использующие сакэ касу
Сакэ касу часто встречается в японских рецептах блюд из-за его выраженного вкуса, а также из-за содержащихся в составе дрожжей и ферментов, которые взаимодействуют с другими ингредиентами. Использование сакэ касу в качестве маринада увеличивает количество инозин монофосфатов, которые являются одним из веществ, усиливающих у блюда вкус умами.

### Касудзукэ
Касудзукэ — это тип японских солений цукэмоно и процесс маринования, который использует сакэ касу в качестве одного из главных ингредиентов. Касудзукэ может быть использован для того, чтобы мариновать различные ингредиенты, такие как огурец, дайкон, лосося, курицу и прочее. Первым этапом приготовления касудзукэ является создание смеси из сакэ касу, мисо, мирина или саке, сахара и соли. Пропорция может быть различной в зависимости от предпочтений повара. Затем ингредиенты блюда помещаются в смесь и им дают пропитаться маринадом. Касадзукэ могут употребляться в пищу как сырыми так и дополнительно приготовленными, в зависимости от того нужна ли дополнительная обработка для использованного ингредиента или нет.

### Маринование меч-рыбы
Сакэ касу используется для традиционного способа маринования меч-рыбы. Обычно маринование с использованием сакэ касу увеличивает количество инозин монофосфатов и усиливает вкус умами у блюда, однако в случае с меч-рыбой, уровень инозина и объём инозин монофосфатов увеличивается в самом маринаде, тогда как в приготовляемой рыбе он снижается.

### Касидзиру
Касидзиру является видом японского супа, который употребляется в зимнее время. Ингредиентами для супа служат сакэ касу, различные виды овощей, такие как японский дайкон, морковь и лопух, мисо, солёный лосось и бульон даси.

### Ферментированные сухие колбасы
Добавление сакэ касу во время подготовки смеси для сухих ферментированных колбас может ускорять разложение саркоплазматического и миофибриллярного белков. Также продукт может увеличивать объём пептидов и свободных аминокислот, из-за чего ферментированная сухая колбаса становится твёрдой и у неё повышается кислотность.

### Другие продукты, использующие сакэ касу
Сакэ касу продаётся в упаковках в японских продовольственных магазинах и супермаркетах. Дома японцы используют пасту как ингредиент для выпечки хлеба, тортов и мороженого. Кроме того, существует закуска называемая касу сэнбэи, которая является плоским кусочком сакэ касу пожаренном на гриле. Сакэ касу используется при приготовлении блюда префектуры Нара называемом «нарадзукэ» — зимней дыни, которая обильно покрывается солью и маринуется в пасте сакэ касу в течение полутора лет. Также сакэ касу используется в производстве алкогольной версии рисового напитка амадзакэ, обладающего молочным цветом и сладким вкусом.